# Мис Рас-Боб
27°57′ пн. ш. 34°24′ сх. д. / 27.950° пн. ш. 34.400° сх. д.
Рас Боб — мис і кораловий риф у Тиранській протоці, що в Червоному морі. Входить до в мухафази Південний Синай у Єгипті. Знаходиться поблизу курорту Шарм-ель-Шейх — Рив'єра Червоного моря.
Мис і риф знаходиться в крайній точці Рас Насрані. Він був названий на честь фотографа, майстра підводної зйомки, Боба Джонсона, який десятки років фотографував у цьому районі.
У області рифу є багато маленьких бухт, численні печери і тріщини. Має глибини до 22 м (в середньому 4-12 м). Видимість під час занурення — до 22 м. Риф захищений від впливу хвиль, вітру і сильних течій, тому часто використовується як місце занурення дайверів чи сноркелів.
Частими мешканцями рифу є такі тварини як риба-крокодил і скати (Taeniura lymma).